# Harry Warner
Pour les articles homonymes, voir Warner.
Harry Morris Warner (12 décembre 1881 à Krasnosielc (Empire russe) - 27 juillet 1958 à Los Angeles (États-Unis)), né Hirsch Mojżesz Wonskolaser, est un producteur de cinéma américain d'origine polonaise qui fonda avec trois de ses frères (Albert, Sam et Jack) la Warner Bros. et qui est aujourd'hui reconnu comme un personnage important du développement de l'industrie cinématographique.

## Biographie
Né de parents juifs ayant quitté la Pologne (alors dans l'Empire russe) pour émigrer aux États-Unis, Harry Warner grandit à Baltimore dans une fratrie de 12 enfants. Sa famille est alors très pauvre et sans éducation et lui et ses frères commencent à travailler dès leur plus jeune âge. Harry débute en assistant son père cordonnier, puis s'essaie sans succès à la livraison de viande, à la vente de vélos ou encore à la gestion d'une piste de bowling.
À peu près à la même époque, vers 1903, Harry Warner et ses frères ont l'idée de s'essayer au cinéma, un secteur qui en était alors à ses balbutiements. Ils acquièrent un kinétoscope d'occasion vendu avec une copie du film Le Vol du grand rapide et sillonnent les foires avec. Grâce à l'argent gagné et au soutien de toute leur famille (notamment le père qui met en gage tout ce qu'il possède), les quatre frères ouvrent leur premier cinéma à New Castle en Pennsylvanie et empruntent des chaises à la morgue voisine pour leurs clients. Ils connaissent alors beaucoup de succès et commencent à ouvrir d'autres salles. Mais lorsqu'il devient difficile de se procurer des films, ils fondent leur propre société de distribution, la Duquesne Amusement Supply Company, et achètent ainsi des films pour les louer aux autres salles de cinéma. Ils s'aperçoivent alors que cette activité est beaucoup plus lucrative.
Lorsqu'il devient quasiment impossible d'acheter de nouveaux films, Harry loue une ancienne fonderie pour se lancer dans la production, ce qui marque les débuts de la Warner Bros. En 1914, pour échapper aux tentatives de Thomas Edison de prendre le contrôle du cinéma grâce à ses brevets, les frères Warner s'exilent à Hollywood en Californie, loin de son influence. Les premières années dans cette nouvelle région sont très difficiles mais grâce au succès du film Mes Quatre années en Allemagne, ils parviennent à ouvrir leur premier studio. Ils deviennent progressivement l'une des plus grandes sociétés cinématographiques américaines, notamment en pariant sur l'introduction du son avec les films Don Juan (le premier film sonore) et surtout Le Chanteur de jazz (le premier film parlant) qui met fin à l'époque des films muets, puis sur la couleur avec La Revue en folie (le premier film parlant entièrement en couleur).
Cependant Sam décède d'une pneumonie le 5 octobre 1927, la veille de la sortie du film Le Chanteur de jazz. Les relations entre les trois frères restants commencent à se dégrader. Jack surtout, le plus jeune, fait sécession et crée des problèmes. L'apogée de cette guerre fratricide arrive en 1958 quand Jack convainc son frère aîné Harry de vendre leurs parts à un banquier de Boston, Semenenko (un banquier juif ukrainien). Harry accepte et, deux jours plus tard, Semenenko revend la Warner en totalité à Jack. Jack a spolié son frère Harry avec la complicité de Semenenko. Cette entourloupe coûtera la vie à Harry qui ne se remettra pas de ce coup de poignard dans le dos (27 juillet 1958). Cette trahison est restée célèbre dans l'histoire du cinéma et apparaît en écho au film À l'est d'Eden paru en 1955, film qui raconte comment deux frères se disputent un héritage.